# Перекав
Перека́в (фр. Peyrecave) — коммуна во Франции, находится в регионе Юг — Пиренеи. Департамент — Жер. Входит в состав кантона Мираду. Округ коммуны — Кондом.
Код INSEE коммуны — 32314.

## География

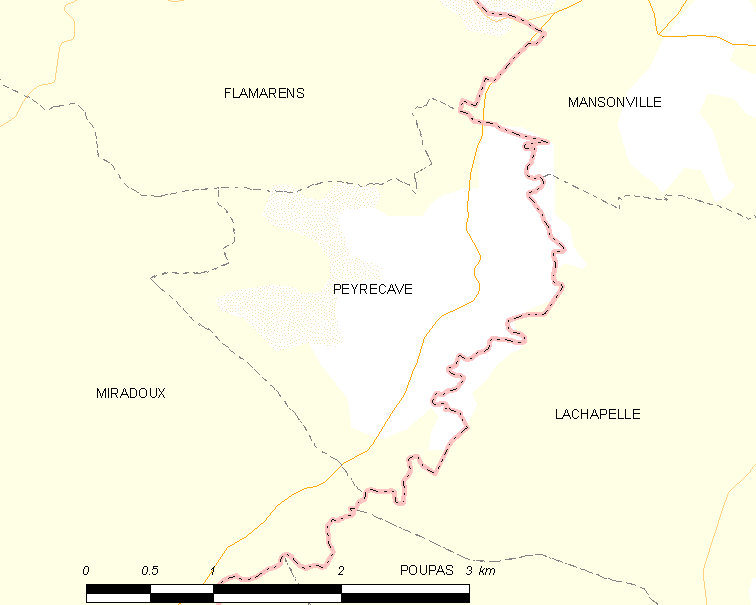
Карта коммуны

Коммуна расположена приблизительно в 560 км к югу от Парижа, в 70 км северо-западнее Тулузы, в 45 км к северо-востоку от Оша.
На востоке коммуны протекает река Арратс.

## Климат
Климат умеренно-океанический. Лето жаркое и немного дождливое, температура часто превышает 35 °С. Зимой часто бывает отрицательная температура и ночные заморозки. Годовое количество осадков — 700—900 мм.

## Население
Население коммуны на 2010 год составляло 76 человек.
| 1962 | 1968 | 1975 | 1982 | 1990 | 1999 | 2010 |
| ---- | ---- | ---- | ---- | ---- | ---- | ---- |
| 162  | 140  | 129  | 120  | 105  | 82   | 76   |

## Администрация
| Период | Период | Фамилия       | Партия | Примечания |
| ------ | ------ | ------------- | ------ | ---------- |
| 2001   | 2014   | Арлет Ремонди |        |            |
| 2014   | 2020   | Ги Буррассе   |        |            |

## Экономика
В 2010 году среди 43 человек трудоспособного возраста (15-64 лет) 27 были экономически активными, 16 — неактивными (показатель активности — 62,8 %, в 1999 году было 69,1 %). Из 27 активных жителей работали 26 человек (14 мужчин и 12 женщин), безработной была 1 женщина. Среди 16 неактивных 3 человека были учениками или студентами, 9 — пенсионерами, 4 были неактивными по другим причинам.